# David Outlaw
David Outlaw (* 14. September 1806 bei Windsor, Bertie County, North Carolina; † 22. Oktober 1868 ebenda) war ein US-amerikanischer Politiker. Zwischen 1847 und 1853 vertrat er den Bundesstaat North Carolina im US-Repräsentantenhaus.

## Werdegang
David Outlaw war ein Cousin des Kongressabgeordneten George Outlaw. Er besuchte private Schulen und studierte danach bis 1824 an der University of North Carolina in Chapel Hill. Nach einem anschließenden Jurastudium und seiner 1825 erfolgten Zulassung als Rechtsanwalt begann er in seiner Heimatstadt Windsor in diesem Beruf zu arbeiten. Gleichzeitig schlug er eine politische Laufbahn ein. Von 1831 bis 1834 war er Abgeordneter im Repräsentantenhaus von North Carolina. Dieser Parlamentskammer sollte er in den Jahren 1854 und 1858 noch einmal angehören. 1835 nahm Outlaw als Delegierter an einer Versammlung zur Überarbeitung der Verfassung von North Carolina teil. Zwischen 1836 und 1844 war er Staatsanwalt im ersten Gerichtsbezirk seines Staates. Politisch wurde er Mitglied der Mitte der 1830er Jahre gegründeten Whig Party. 1844 war er Delegierter auf deren Bundesparteitag. David Outlaw war außerdem Oberst in der Staatsmiliz.
Bei den Kongresswahlen des Jahres 1846 wurde er im neunten Wahlbezirk von North Carolina in das US-Repräsentantenhaus in Washington, D.C. gewählt, wo er am 4. März 1847 die Nachfolge von Asa Biggs antrat. Nach zwei Wiederwahlen konnte er bis zum 3. März 1853 drei Legislaturperioden im Kongress absolvieren. Diese waren zunächst noch von den Ereignissen des Mexikanisch-Amerikanischen Krieges geprägt. Im Jahr 1852 wurde der neunte Distrikt von North Carolina aufgelöst. Er wurde erst im Jahr 1882 wieder errichtet. David Outlaw scheiterte bei dem Versuch, in einem anderen Bezirk erneut in den Kongress gewählt zu werden. Nach seinem Ausscheiden aus dem US-Repräsentantenhaus praktizierte er wieder als Anwalt. In den Jahren 1860 und 1866 gehörte er dem Senat von North Carolina an. Er starb am 22. Oktober 1868 in Windsor.